# Ogni volta (brano musicale)
Ogni volta è il titolo di un brano musicale scritto da Roby Ferrante e Carlo Rossi, presentato al Festival di Sanremo 1964 da Paul Anka in abbinamento con lo stesso Ferrante, raggiungendo la finale.

## Il brano

### Storia e descrizione
Il brano ebbe un immediato successo, soprattutto nella versione di Anka: il suo singolo raggiunse, nel febbraio dello stesso anno, il 2º posto della Hit Parade in Italia.
Nel 1988 l'artista prese parte al Festival di Sanremo come ospite, proponendo nuovamente il brano insieme ad altri tre: Diana, You Are My Destiny e La farfalla impazzita.

### Pubblicazione
Il brano era il lato A dei 45 giri: quello di Roby Ferrante Ogni volta/Sono un ragazzo, e quello di Paul Anka Ogni volta/Stasera resta con me.

### Cover
Claudio Villa la incise nello stesso anno per il mercato spagnolo; nel 1965 Ogni volta fu inciso dalla cantante polacca Anna German.
Il brano venne inciso da Bobby Solo nel suo album del 1987 Rose rosse'; nel 2001 è stata incisa da Claudio Baglioni nel triplo cd Incontri e incanti (La vita è l'arte dell'incontro).